# Fluido per trasmissioni automatiche

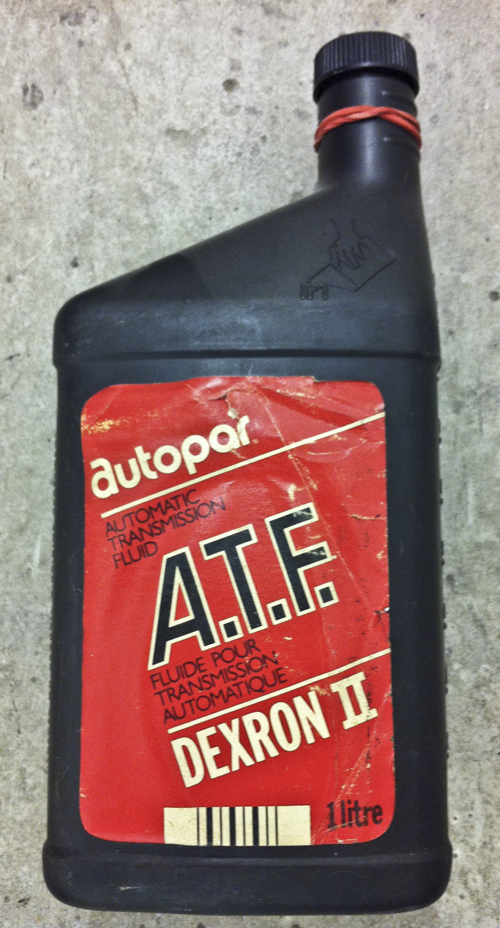
Confezione di fluido per trasmissioni automatiche con specifiche Dexron-II commercializzato con il marchio Autopar da Chrysler Canada, primi anni '80

Il fluido per trasmissioni automatiche, abbreviato come ATF e conosciuto anche come fluido per cambi automatici è un fluido idraulico e olio lubrificante ideato inizialmente per le trasmissioni automatiche e successivamente utilizzato anche per altri scopi, come fluido per l'idroguida, lubrificante per il ripartitore di trazione (differenziale centrale in veicoli 4x4 a 3 differenziali) e olio per i moderni cambi manuali.
Generalmente questo fluido per essere facilmente riconosciuto e distinto dai classici oli lubrificanti; viene additivato con un colorante che gli conferisce una colorazione rossa o verde.

## Storia
L'utilizzo di tale categoria di fluidi si ha a partire dagli anni '50; nel corso degli anni le formulazioni vennero cambiate in base alle diverse esigenze dei mezzi. Inoltre esistono formulazioni proprietarie o rilasciate/certificate da specifici costruttori, come la DEXRON la MERCON, rispettivamente da GM e Ford.